# Асканійська тонкорунна вівця

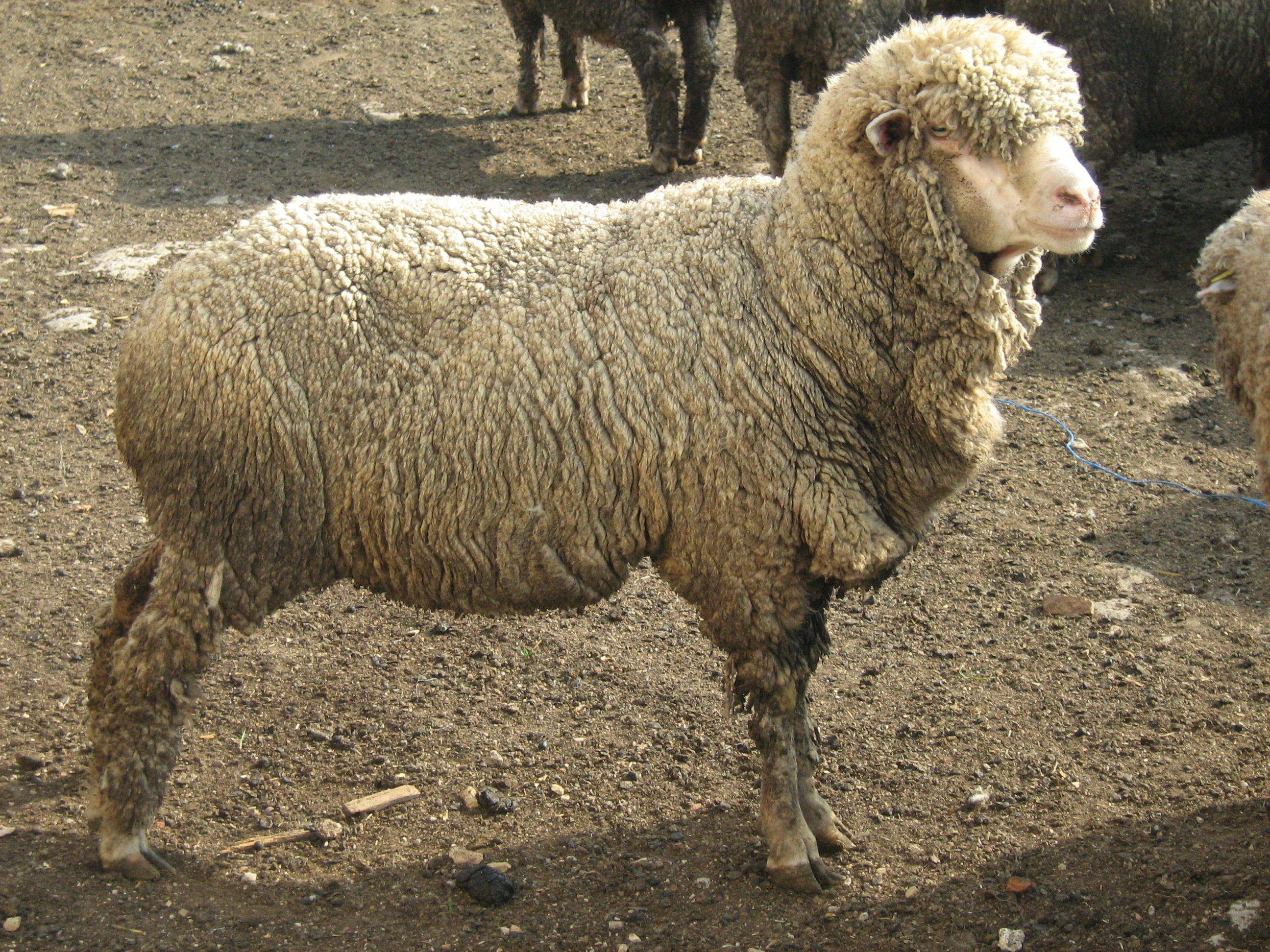

Аскані́йська тонкору́нна вівця́ — м'ясо-вовнова порода тонкорунних овець, виведена академіком М. Ф. Івановим в Асканії-Нова з місцевих українських мериносів.
Як порода затверджена 1934.
Серед мериносів асканійської тонкорунної вівці найкращі і найбільші у світі.
Середня вага баранів 110—120 кг, максимальна 183 кг; маток 60—65 кг, макс. 105 кг.
Настриг вовни високий: від маток 5,5—6 кг, від баранів 12—14 кг. Баран № 40 з радгоспу «Червоний чабан» (Херс. обл.) в 1957 дав світовий рекорд настригу вовни — 30,6 кг; його жива вага 135 кг.
Вовна у асканійської тонкорунної вівці густа, типова камвольна, довга (7,5—9 см), 64—60 якості, вихід чистого волокна 42—45 %.
Кількість і якість жиропоту забезпечує збереження механічних властивостей вовни під час її росту на вівці від однієї стрижки до другої. Матки відзначаються високою молочністю і плодючістю (130—140 ягнят на 100 маток).
М'ясні якості тварин високі. Поширені асканійські тонкорунні вівці в основному в Україні — в Херсонській, Миколаївській, Запорізькій, Кіровоградській, Дніпропетровській, Одеській обл. і Криму.
Широко використовувалась для поліпшення тонкорунних овець в багатьох вівчарських районах колишнього СРСР.
В Україні найкращі племінні отари асканійської тонкорунної вівці створено в Асканії-Нова, радгоспах «Червоний чабан» (Херсонська обл.), «Комуніст» (Запорізька обл.), ім. Шмідта (Миколаївська обл.) і на колгоспних вівцефермах зони діяльності Генічеської державної станції з племінної роботи і штучного осіменіння сільсько-господарних тварин.

## Світлини

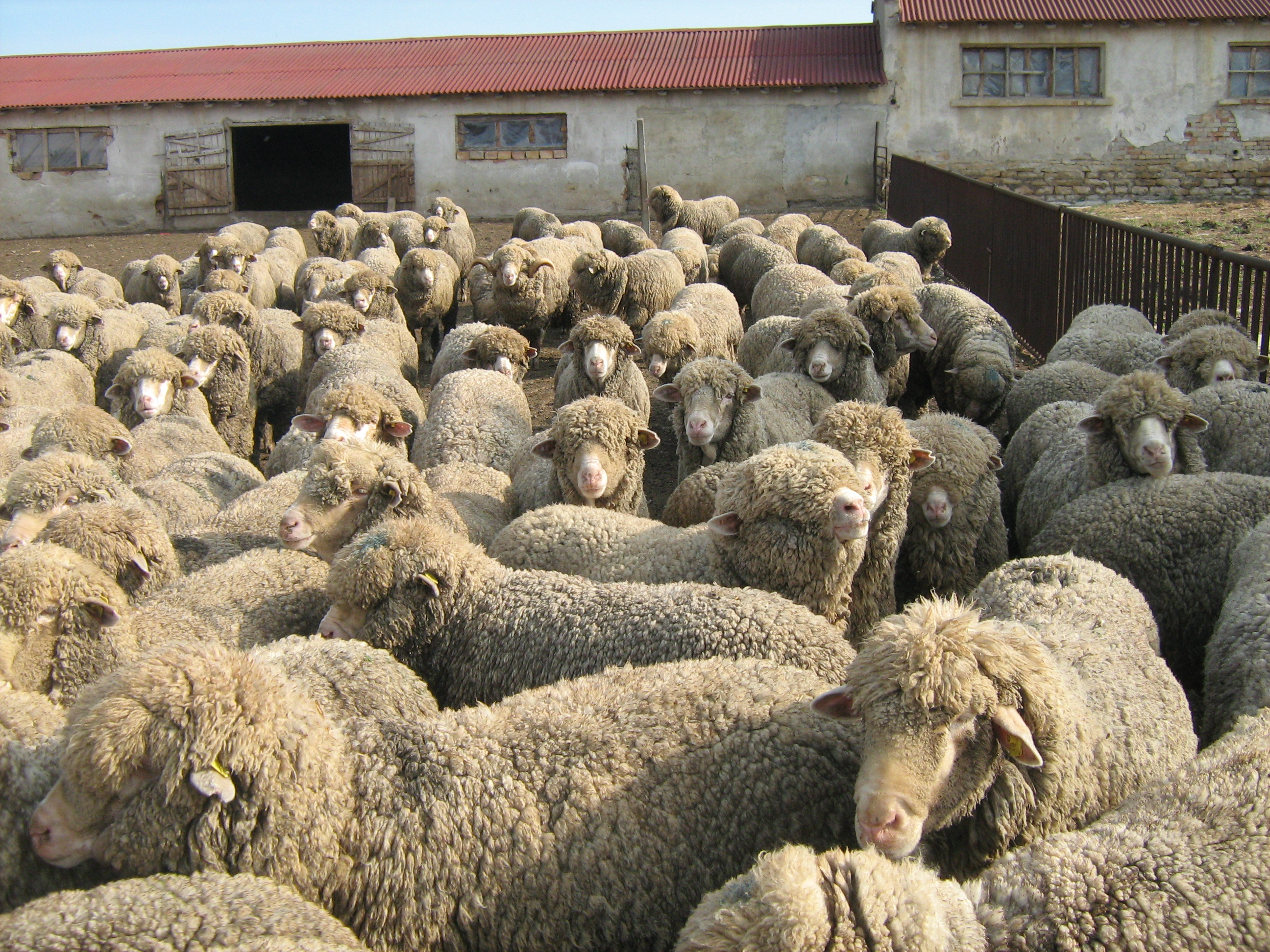
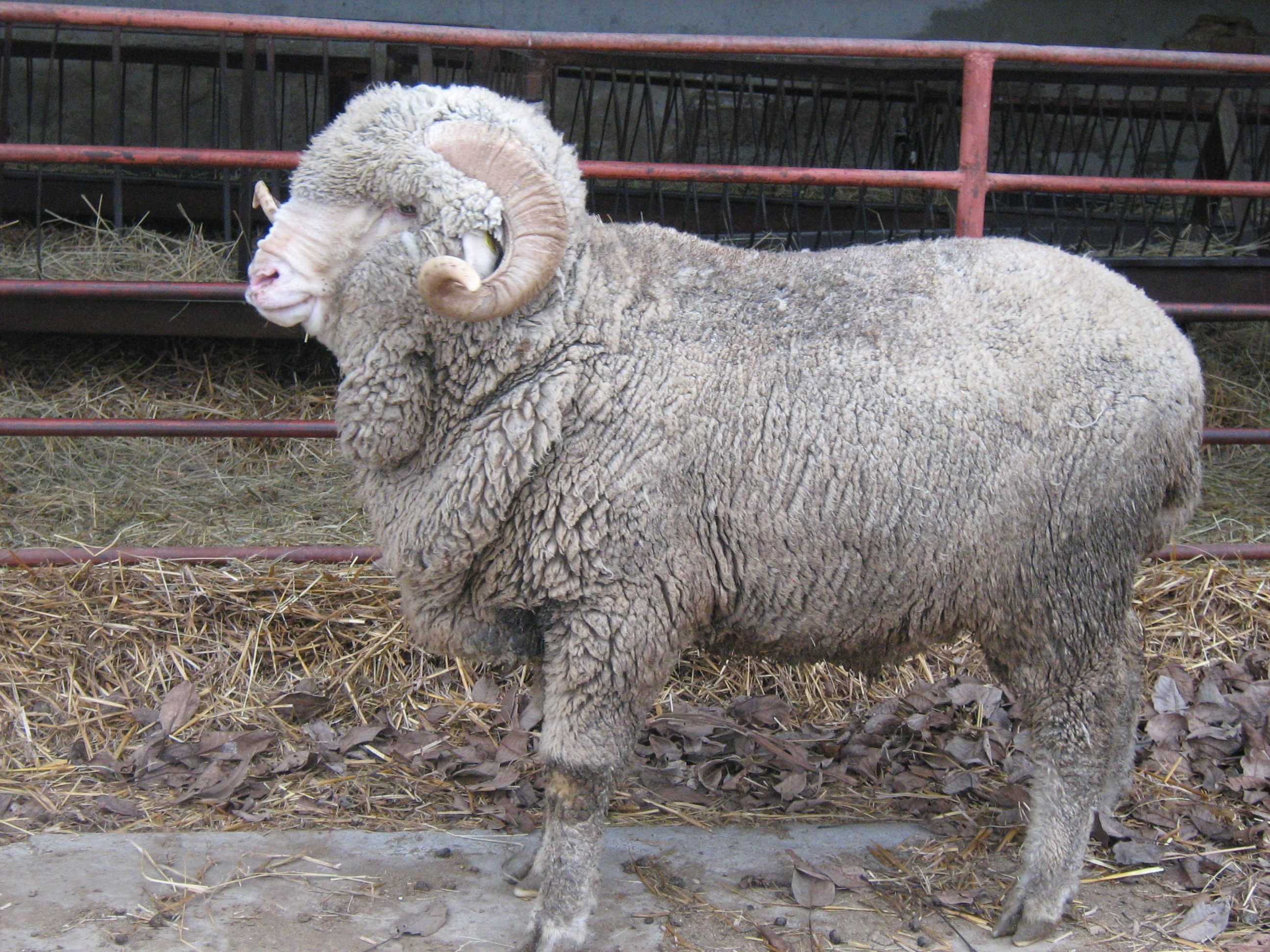
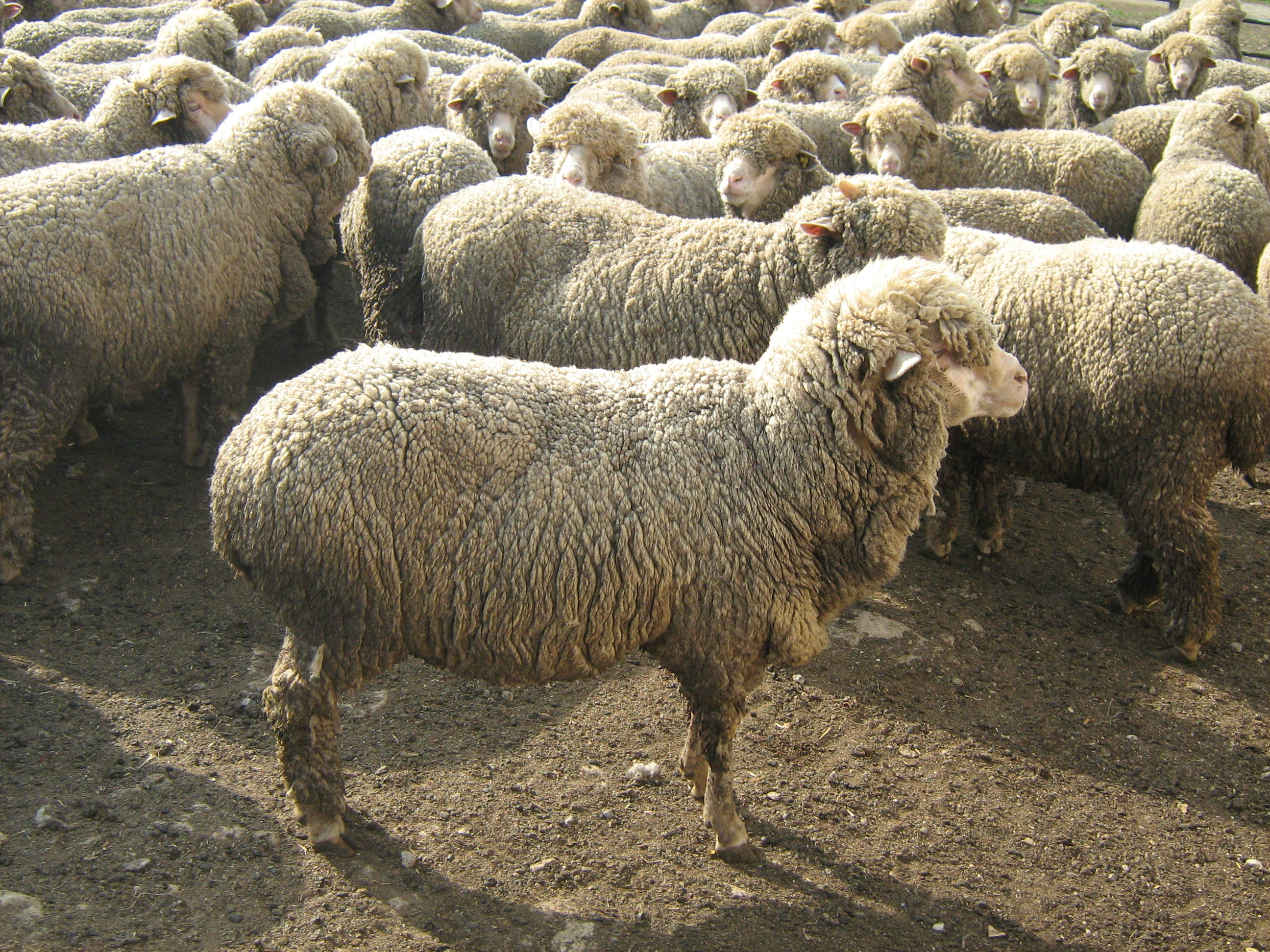